# Vincent Jacoulot
Vincent Jacoulot est un viticulteur et un homme politique français né le 30 novembre 1864 à Romanèche-Thorins (Saône-et-Loire), et mort le 30 avril 1931, dans son village natal. 

## Biographie
Très important viticulteur, négociant en vins et spiritueux, il devient également maire de sa commune natale et conseiller général du Canton de la Chapelle-de-Guinchay en 1919.
En 1928, il se présente aux élections législatives sous les couleurs des Radicaux unionistes d'Henry Franklin-Bouillon. Il bat le député SFIO Théo Bretin. À la Chambre des députés, il rejoint le groupe de la Gauche sociale et radicale. Membre de la Commission des boissons et de la Commission de l'Agriculture, il est essentiellement actif sur les questions relatives à la viticulture.
Il décède en cours de mandat en 1931, dans sa commune natale.

## Sources
- « Vincent Jacoulot », dans le Dictionnaire des parlementaires français (1889-1940), sous la direction de Jean Jolly, PUF, 1960 [détail de l’édition]